# Collegio uninominale Trentino-Alto Adige - 04 (Camera dei deputati 2020)
Il collegio elettorale uninominale Trentino-Alto Adige - 03 è un collegio elettorale uninominale della Repubblica Italiana per l'elezione della Camera dei deputati.

## Territorio
Come previsto dalla legge n. 51 del 27 maggio 2019, il collegio è stato definito tramite decreto legislativo all'interno della circoscrizione Trentino-Alto Adige.
È formato dal territorio di 75 comuni della provincia autonoma di Bolzano: Badia, Barbiano, Braies, Brennero, Bressanone, Brunico, Caines, Campo di Trens, Campo Tures, Castelbello-Ciardes, Castelrotto, Chienes, Chiusa, Corvara in Badia, Curon Venosta, Dobbiaco, Falzes, Fiè allo Sciliar, Fortezza, Funes, Gais, Glorenza, La Valle, Laces, Laion, Lasa, Luson, Malles Venosta, Marebbe, Martello, Monguelfo-Tesido, Moso in Passiria, Naturno, Naz-Sciaves, Ortisei, Parcines, Perca, Plaus, Ponte Gardena, Prato allo Stelvio, Predoi, Racines, Rasun Anterselva, Renon, Rifiano, Rio di Pusteria, Rodengo, San Candido, San Leonardo in Passiria, San Lorenzo di Sebato, San Martino in Badia, San Martino in Passiria, Santa Cristina Valgardena, Sarentino, Selva dei Molini, Selva di Val Gardena, Senales, Sesto, Silandro, Sluderno, Stelvio, Terento, Tires, Tirolo, Tubre, Val di Vizze, Valdaora, Valle Aurina, Valle di Casies, Vandoies, Varna, Velturno, Villabassa, Villandro e Vipiteno.
Il collegio è parte del collegio plurinominale Trentino-Alto Adige - 01.

## Eletti
| Elezione | Elezione | Deputato       | Partito                |
| -------- | -------- | -------------- | ---------------------- |
|          | 2022     | Renate Gebhard | Südtiroler Volkspartei |

## Dati elettorali

### XIX legislatura
Come previsto dalla legge elettorale, 147 deputati sono eletti con sistema a maggioranza relativa in altrettanti collegi uninominali a turno unico.
| Candidati                                 | Candidati                | Voti    | %     | Liste                          | Voti    | %     |
| ----------------------------------------- | ------------------------ | ------- | ----- | ------------------------------ | ------- | ----- |
|                                           | Renate Gebhard ✔️ Eletto | 59 839  | 57,41 | Südtiroler Volkspartei         | 59 839  | 57,41 |
|                                           | Franz Ploner             | 20 473  | 19,64 | Alleanza Verdi e Sinistra      | 8 869   | 8,51  |
| Partito Democratico-IDP                   | Franz Ploner             | 20 473  | 19,64 | 8 542                          | 8,20    |       |
| +Europa                                   | Franz Ploner             | 20 473  | 19,64 | 2 338                          | 2,24    |       |
| Impegno Civico - Centro Democratico       | Franz Ploner             | 20 473  | 19,64 | 724                            | 0,69    |       |
|                                           | Paola Binetti            | 10 833  | 10,39 | Fratelli d'Italia              | 5 718   | 5,49  |
| Lega per Salvini Premier                  | Paola Binetti            | 10 833  | 10,39 | 3 853                          | 3,70    |       |
| Forza Italia                              | Paola Binetti            | 10 833  | 10,39 | 1 089                          | 1,04    |       |
| Noi moderati/Lupi - Toti - Brugnaro - UDC | Paola Binetti            | 10 833  | 10,39 | 173                            | 0,17    |       |
|                                           | Franco Cesari            | 8 260   | 7,92  | Vita                           | 8 260   | 7,92  |
|                                           | Davide Barbieri          | 2 270   | 2,18  | Movimento 5 Stelle             | 2 270   | 2,18  |
|                                           | Ennio Chiodi             | 1 345   | 1,29  | Azione - Italia Viva - Calenda | 1 345   | 1,29  |
|                                           | Ilaria Battistetti       | 566     | 0,54  | Italexit                       | 566     | 0,54  |
|                                           | Maria Cristiano          | 356     | 0,34  | Italia Sovrana e Popolare      | 356     | 0,34  |
|                                           | Elisabetta Starita       | 286     | 0,27  | Unione Popolare                | 286     | 0,27  |
| Totale                                    | Totale                   | 104 228 | 100   |                                | 104 228 | 100   |
|                                           |                          |         |       |                                |         |       |
| Schede bianche                            | Schede bianche           | 6 450   | 5,67  |                                |         |       |
| Schede nulle                              | Schede nulle             | 3 152   | 2,77  |                                |         |       |
| Votanti                                   | Votanti                  | 113 830 | 59,61 |                                |         |       |
| Elettori                                  | Elettori                 | 190 968 |       |                                |         |       |